# Botallackit
Botallackit ist ein sehr selten vorkommendes Mineral aus der Mineralklasse der Halogenide. Er kristallisiert im monoklinen Kristallsystem mit der Zusammensetzung Cu2(OH)3Cl, ist also chemisch gesehen ein Kupfer-Chlor-Oxihalogenid.
Botallackit bildet krustige Aggregate aus winzigen und verschachtelten, nur selten idiomorphen Kristallen, die entweder tafelig oder blockig-prismatisch ausgebildet sind. Ihre Farbe ist berggrün oder bläulichgrün bis grün. Typischerweise treten sie in der Oxidationszone von kupferreichen Lagerstätten auf, die entweder hohe Chlor-Konzentrationen aufweisen oder bei der Verwitterung Meerwasser ausgesetzt waren.

## Etymologie und Geschichte

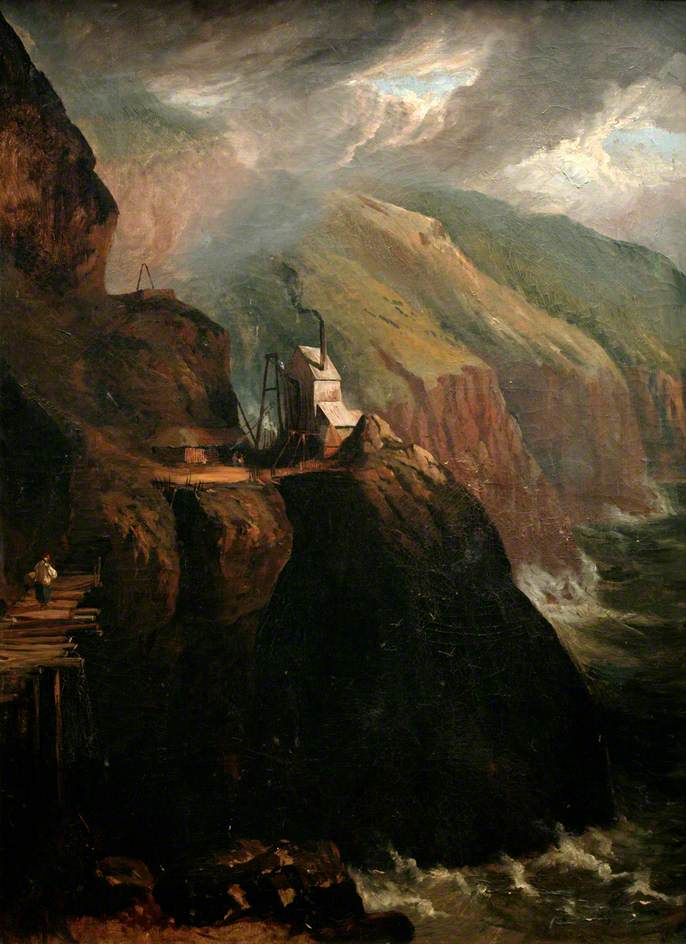
Ansicht der Botallack Mine, nach der der Botallackit benannt wurde

Um das Jahr 1865 lenkte der berühmte Mineralienhändler Richard Talling aus Lostwithiel die Aufmerksamkeit des Chemikers und Mineralogen Sir Arthur Herbert Church auf ein mit Atacamit und „Tallingit“ (später als identisch mit Connellit erkannt) vergesellschaftetes, blass berggrünes Mineral aus der Botallack Mine. Church beschrieb das Mineral 1865 als Botallackit, gab aber selber zu, dass seine Untersuchungen unvollständig waren („… my examination of it has been but imperfect …“). Wohl aus diesem Grund taucht das Mineral weder in der 6. Auflage von „Dana’s System of mineralogy“ noch in Hintze’s „Handbuch der Mineralogie“ als eigenständige Spezies auf, sondern wurde vielmehr als Varietät von Atacamit behandelt. Erst durch die röntgendiffraktometrischen und optischen Ergebnisse der Arbeiten von Clifford Frondel erwies sich, dass es sich bei Botallackit um ein eigenständiges Mineral handelt. Die Kristallstruktur des Minerals konnte erstmals 1958 geklärt werden und wurde 1985 noch einmal verfeinert.
Den Namen Botallackit erhielt das Mineral 1865 durch Arthur Herbert Church, der es nach seinem Erstfundort, der Botallack Mine, benannte. Dabei ist allerdings zu berücksichtigen, dass der Erstfundort des Botallackits mit an Sicherheit grenzender Wahrscheinlichkeit nicht die Botallack Mine war, sondern die direkt unter dem Meeresspiegel liegenden oberen Sohlen (das 20-fathom-level) der benachbarten Abbaue der Grube „Wheal Cock“. Grund für die falsche Benennung des Erstfundortes war offensichtlich eine zu vage Formulierung von Richard Talling. Interessant ist, dass die Klärung des genauen Erstfundortes für den Botallackit ausgerechnet Arthur W. G. Kingsbury zu verdanken ist, dessen falsche Angaben über Fundstellen in Cornwall und angeblich dort gefundene Minerale zu viel Verwirrung selbst unter Wissenschaftlern geführt hatten.
Typmaterial des Minerals wird im Natural History Museum, London, England (Katalog-Nr. 36528) sowie in der Harvard University, Cambridge, Massachusetts, USA (Katalog-Nr. 100805, Holotyp, untersucht durch Clifford Frondel) aufbewahrt.

## Klassifikation
In der veralteten 8. Auflage der Mineralsystematik nach Strunz gehörte der Botallackit zur Mineralklasse der „Halogenide“ und dort zur Abteilung „Oxidhalogenide“, wo er gemeinsam mit Anthonyit, Calumetit, Melanothallit und Paratacamit im Anhang zur „Atacamit-Reihe“ mit der Systemnummer III/C.01 und den Hauptmitgliedern Atacamit und Kempit steht.
In der zuletzt 2018 überarbeiteten Lapis-Systematik nach Stefan Weiß, die formal auf der alten Systematik von Karl Hugo Strunz in der 8. Auflage basiert, erhielt das Mineral die System- und Mineralnummer III/D.01-045. Dies entspricht der Klasse der „Halogenide“ und dort der Abteilung „Oxihalogenide“, wo Botallackit zusammen mit Anthonyit, Atacamit, Belloit, Bobkingit, Calumetit, Gillardit, Haydeeit, Herbertsmithit, Hibbingit, Iyoit, Kapellasit, Kempit, Klinoatacamit, Korshunovskit, Leverettit, Melanothallit, Misakiit, Nepskoeit, Paratacamit, Paratacamit-(Mg), Paratacamit-(Ni) und Tondiit eine unbenannte Gruppe mit der Systemnummer III/D.01 bildet.
Die von der International Mineralogical Association (IMA) zuletzt 2009 aktualisierte 9. Auflage der Strunz’schen Mineralsystematik ordnet den Botallackit in die Klasse der „Halogenide“ und dort in die Abteilung „Oxihalogenide, Hydroxyhalogenide und verwandte Doppel-Halogenide“ ein. Hier ist das Mineral in der Unterabteilung „Mit Cu usw., ohne Pb“ zu finden, wo es zusammen mit Belloit und Klinoatacamit die „Belloitgruppe“ mit der Systemnummer 3.DA.10b bildet.
In der vorwiegend im englischen Sprachraum gebräuchlichen Systematik der Minerale nach Dana hat Botallackit die System- und Mineralnummer 10.01.03.01. Das entspricht der Klasse der „Halogenide“ und dort der Abteilung „Oxihalogenide und Hydroxyhalogenide“. Hier findet er sich innerhalb der Unterabteilung „Oxihalogenide und Hydroxyhalogenide mit der Formel A2(O,OH)3Xq“ als einziges Mitglied in einer unbenannten Gruppe mit der Systemnummer 10.01.03.

## Chemismus
Botallackit aus der „Levant Mine“ hat die gemessene Zusammensetzung Cu1,99Zn0,01(OH)2,97Cl1,03, Botallackit vom „Graf-Hohenthal-Schacht“ hingegen Cu1,94Co0,04Mn0,02Ca0,01(OH)3,01Cl0,99, was zu Cu2(OH)3Cl idealisiert wurde und Gehalte von 74,49 % CuO, 16,60 % Cl und 12,65 % H2O erfordert.
Obwohl Botallackit ziemlich resistent gegenüber dem Einbau von Zink ist, weisen einige Botallackite untergeordnete Gehalte an Zn2+ und in geringerem Maße auch an Magnesium auf, erreichen jedoch niemals das Zn:Cu-Verhältnis von Kapellasit (1:3). Botallackit vom Graf-Hohenthal-Schacht besitzt darüber hinaus signifikante Gehalte an Cobalt, Mangan und Calcium. Während Co2+ und Mn2+ an Stelle von Cu2+ in das Kristallgitter eintreten (Substitution), ist die kristallchemische Natur des Calciums unbekannt.
Bei einer künstlich erzeugten, früher als „Bromatacamit“ bezeichneten Substanz handelt es sich um das bromdominante Analogon von Botallackit, welches „Brombotallackit“, Cu2Br(OH)3, genannt wird. Da sie aber ausschließlich künstlich erzeugt wird, stellt diese Substanz kein Mineral im Sinne der Definition dar.

## Kristallstruktur

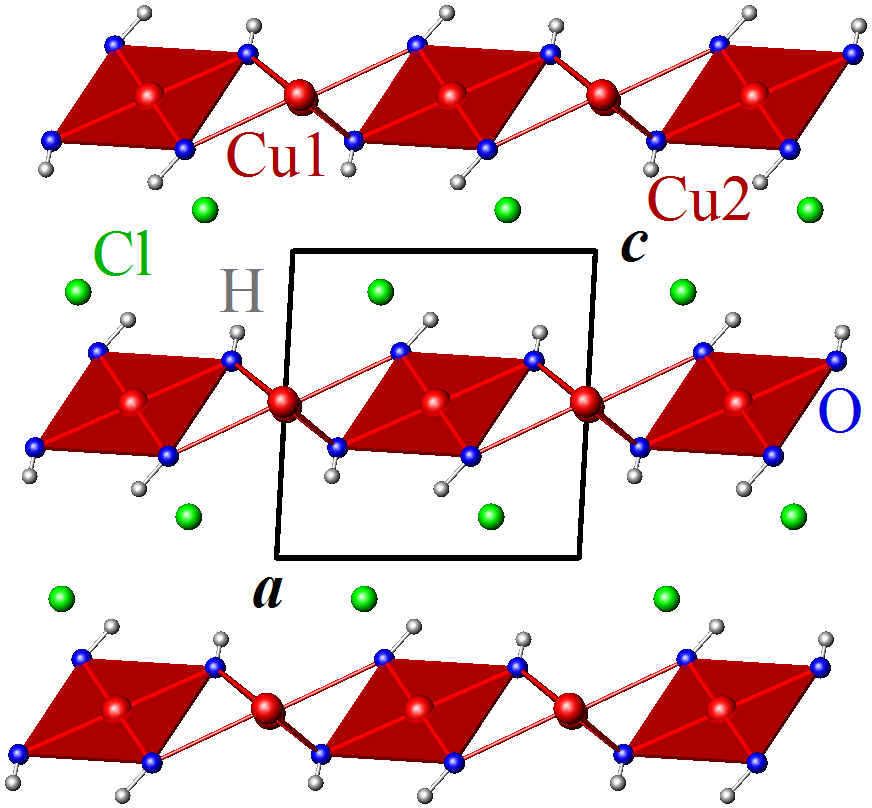
Kristallstruktur von Botallackit, projiziert auf die (a,c)-Ebene. Rot: Kupfer, grün: Chlor, blau: Sauerstoff, grau: Wasserstoff.

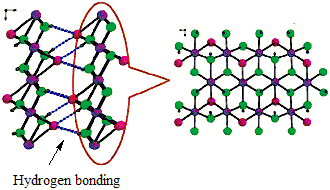
Kupfer: Koordination und Bindung in Botallackit

Botallackit kristallisiert monoklin in der Raumgruppe P21/m (Raumgruppen-Nr. 11) mit den Gitterparametern a = 5,7155 Å; b = 6,1255 Å; c = 5,6336 Å und β = 93,090° sowie zwei Formeleinheiten pro Elementarzelle.
In der Struktur des Botallackits gibt es wie im Atacamit zwei kristallographisch unterschiedliche Kupfer-Positionen. In beiden Fällen handelt es sich um stark durch Jahn-Teller-Effekte deformierte, oktaedrisch koordiniert Polyeder. Cu(1) ist oktaedrisch durch fünf Hydroxidionen und ein Chloratom koordiniert und bildet [Cu(OH)5Cl]-Polyeder, während Cu(2) durch vier Hydroxidionen und zwei Chloratome ebenfalls oktaedrisch koordiniert ist und [Cu(OH4)Cl2]-Polyeder ausbildet. Jedes Oktaeder teilt sich sechs Kanten mit den umgebenden Oktaedern und bildet so eine zweidimensionale brucitartige Schicht parallel {100} aus kantenverknüpften [Cu2(OH)3Cl]-Oktaedern. Der Zusammenhalt der benachbarten Schichten erfolgt durch Wasserstoffbrückenbindungen zwischen den Hydroxidionen der einen Schicht und den gegenüberliegenden Chloratomen der benachbarten Schicht. Die resultierende schwache Bindung zwischen den Schichten ist verantwortlich für die sehr vollkommene Spaltbarkeit nach {100} sowie den charakteristisch plattigen Habitus der Botallackitkristalle.
Die auf einem metallischen Bergbauartefakt aus der „Rowley Mine“, Maricopa County, Arizona/USA, identifizierte neue Phase mit der idealisierten Zusammensetzung CuZn(OH)3Cl ist isotyp (isostrukturell) mit Botallackit.
Die thermische Zersetzung des Botallackits erfolgt in zwei Schritten. Zwischen 251 und 281 °C werden 12,65 Gew.-% in Form von H2O frei, zwischen 413 und 437 °C noch einmal 12,83 Gew.-% in Form von Cl.

## Eigenschaften

### Morphologie
Die erste umfangreichere kristallographische Beschreibung von Botallackit-Kristallen aus „Wheal Cock“ (als „Bottolackit“ (sic!) in einer Arbeit über Atacamit) stammt von Victor Leopold Ritter von Zepharovich. Obwohl die Flächenformen ganz offensichtlich nicht richtig indiziert sind, wird der Habitus der Kristalle exakt beschrieben.

„Einige Beobachtungen an Atakamit-Krystallen von zwei anderen Localitäten, welche ich ebenfalls Herrn Brezina verdanke, mögen hier noch erwähnt werden.
(1) Cornwall. Winzige, smaragdgrüne Kryställchen von zweifachem Habitus (Bottolackit).
a) Täfelchen, höchstens 1 mm lang und 3/4 mm breit, vorwaltend von zwei parallelen (101)-Flächen und seitlich durch sehr schmale Flächen von (100), (110) und (210) begrenzt. Die hier ausnahmsweise die Tafelform bedingenden (101) sind aus vielen linearen Stufen gebildet, in denen abwechselnd (101) und (201) einspiegeln, oder es erscheint (101) matt und von einem etwas vortretenden, stark glänzenden Rande umsäumt …“

Moderne kristallographische Charakterisierungen von Botallackit-Kristallen sind erst über 130 Jahre später erfolgt. Danach bildet Botallackit krustige Aggregate aus winzigen und verschachtelten, kristallographisch meist nur undeutlich ausgebildeten, bis 3 mm großen Kristallen, wobei ein Ausnahmefund am cornischen „Cligga Head“ Kristalle bis zu 9 mm Länge lieferte.
An unterschiedlichen Fundorten weisen die Botallackitkristalle auch unterschiedliche Kristalltracht und unterschiedlichen Kristallhabitus auf. Botallackit aus der „Levant Mine“ bildet dünntafelige Kristalle mit rechteckigem Umriss, die leicht parallel [010] gestreckt sind. Tragende und trachtbestimmende Form ist das Basispinakoid {001}, dazu treten das vordere Pinakoid {100}, das meist nur undeutlich ausgebildete seitliche Pinakoid {010} und das hauptsächlich kantenabstumpfend in Erscheinung tretende Prisma {011}. Botallackit-Kristalle vom „Graf-Hohenthal-Schacht“ sind nahezu isometrisch und blockig-prismatisch ausgebildet, leicht parallel {100} gestreckt und zeigen in ihrer Kristalltracht die Pinakoide {001}, {010} und {100}. Die unterschiedliche Ausbildung der Kristalle beider Vorkommen ist gut in den nebenstehenden Kristallzeichnungen zu erkennen. Daneben findet sich Botallackit in blättrigen oder schuppigen Aggregaten sowie derb.

### Physikalische und chemische Eigenschaften
Die Farbe der Kristalle und Aggregate des Botallackits je nach Kristallgröße berggrün, bläulichgrün bis grün und smaragdgrün oder sogar blaugrün bis grünlichblau. Seine Strichfarbe ist hingegen weiß oder grünlichweiß. Die Oberflächen der je nach Größe und Farbintensität durchscheinenden bis durchsichtigen Kristalle weisen einen glas- bis perlmuttartigen Glanz auf.
Botallackit besitzt eine sehr vollkommene Spaltbarkeit parallel zu {100} bzw. senkrecht zu den Flächen des Basispinakoids {001}, bricht aufgrund seiner Sprödigkeit aber ähnlich wie Amblygonit, wobei die Bruchflächen uneben ausgebildet sind.
Die gemessene Vickershärte VHN25=310 ± 30 kg/mm2 entspricht einer Mohshärte von 4,5. Damit gehört Botallackit zu den mittelharten Mineralen, die sich wie die Referenzminerale Fluorit und Apatit mehr oder weniger leicht mit einem Taschenmesser ritzen lassen. Die gemessene Dichte für Botallackit beträgt ≈ 3,6 g/cm³, die berechnete Dichte liegt bei 3,60 g/cm³.
Im Dünnschliff sind die Botallackitkristalle und -kornaggregate blass bläulichgrün. Sie weisen ein moderates Relief auf und sind schwach pleochroitisch in Schattierungen von bläulichgrünen Tönen. Unter gekreuzten Polaren zeigen sich eine hohe Doppelbrechung sowie Interferenzfarben der dritten Ordnung. Wenn die Partikel dünner sind, erscheinen mit blaugrauen Tönen leicht anomale Interferenzfarben der ersten Ordnung. Beim Blick durch ein Chelsea-Filter ändert sich das Erscheinungsbild des Botallackits nicht.
Vor dem Lötrohr und gegen Säuren und Ammoniak verhält sich Botallackit wie Atacamit. Letzterer gibt vor dem Lötrohr im Kölbchen Wasser und wird schwarz. Schmilzt auf Kohle und färbt schon, ohne vorher mit Salzsäure befeuchtet zu sein, die Lötrohrflamme deutlich blau. Gibt in der Oxidationsflamme zwei Beschläge, einen bräunlichen und einen graulichweißen, die sich bei Berührung mit der Reduktionsflamme verflüchtigen. Gibt bei längerem Blasen eine Kugel von metallischem Kupfer. Löslich in Säuren sowie auch in Ammoniak, noch rascher in siedender Cyankalium-Lösung. Dagegen sehr widerstandsfähig gegen Wasser. Sehr empfindlich gegenüber Laugen und Ammoniak, bereits von schwachen Säuren wie Essigsäure, Zitronensäure und Ameisensäure leicht angreifbar.

## Modifikationen und Varietäten
Von der Verbindung Cu2(OH)3Cl sind bisher drei natürliche Modifikationen bekannt. Neben dem monoklin kristallisierenden Botallackit sind dies der gleichfalls monoklin kristallisierende Klinoatacamit und der orthorhombisch kristallisierende Atacamit. Von allen drei Cu2(OH)3Cl-Polymorphen ist Atacamit die in der Natur am weitesten verbreitete und Botallackit die seltenste Modifikation. Bei Zimmertemperatur ist Klinoatacamit die stabilste und Botallackit die am wenigsten stabile Phase.
Der trigonale Paratacamit (Cu3(Cu,Zn)(OH)6C12) ist chemisch ähnlich, aber kein Polymorph. Chemisch ähnlich sind auch Belloit (Cu(OH)Cl) und Claringbullit (Cu4[(OH)6Cl|(OH,Cl)]). Darüber hinaus ist Botallackit das chlordominante Analogon der beiden nitratdominierten Dimorphe Gerhardtit und Rouait (Cu2(NO3)(OH)3).

## Bildung und Fundorte

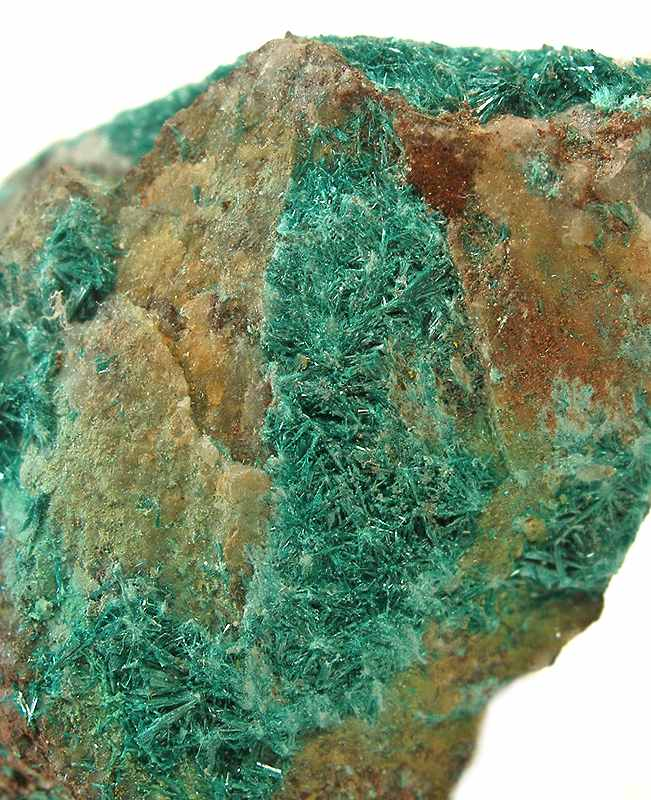
Nahaufnahme einer Stufe aus der „Levant Mine“ bei Trewellard nördlich von St Just mit zahllosen Botallackit- kristallen (Stufengröße: 3,5 cm × 2,3 cm × 1,0 cm)

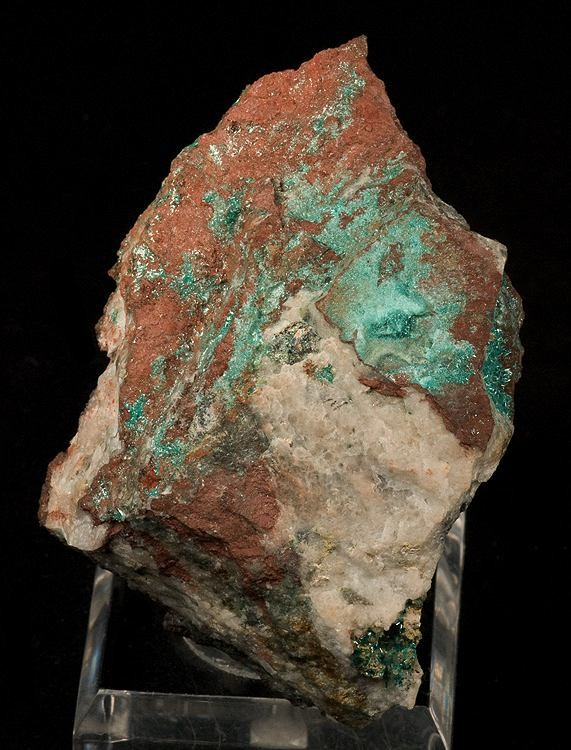
Botallackit auf Quarz aus der „Levant Mine“ (Stufengröße: 7,4 cm × 4,5 cm × 3,4 cm)

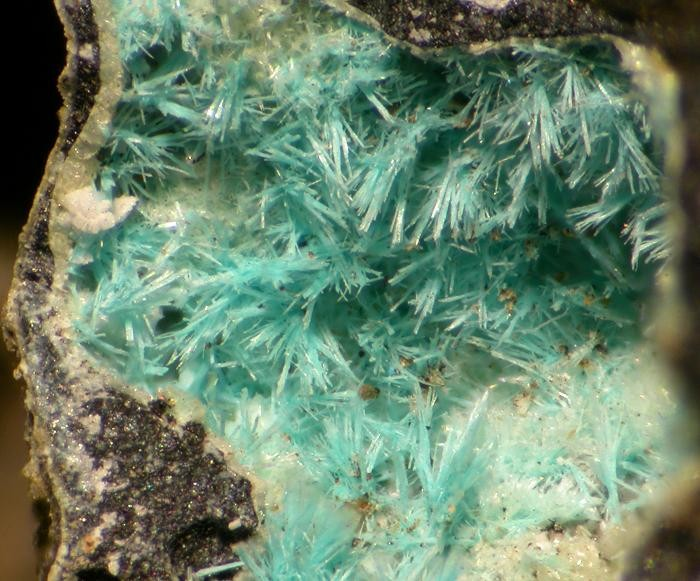
Blassgrüne Botallackitkristalle auf Schlacke aus der Schmelzhütte „Herzog Julius“ bei Astfeld unweit Goslar im Harz (Sichtfeld: 4 mm)

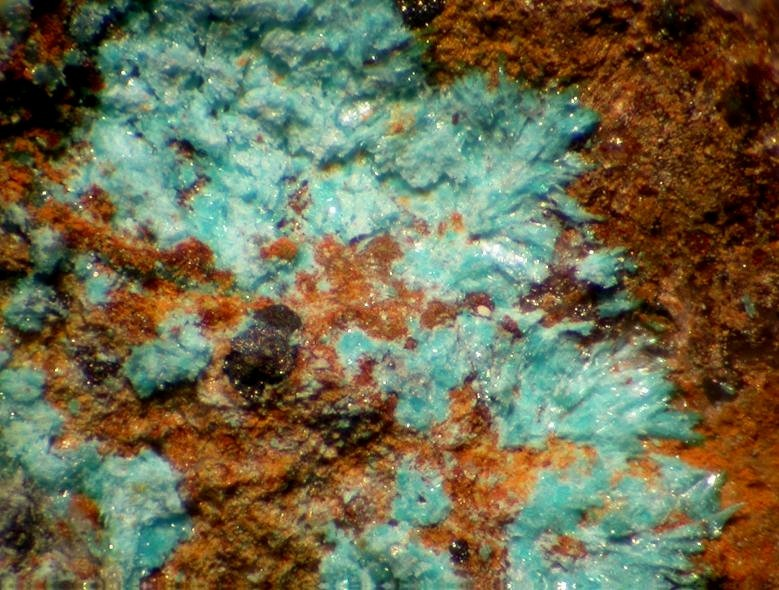
Botallackit aus der Sounion Mine No. 19 („Chloridstollen“), Lavrion, Attika, Griechenland (Sichtfeld: 4 mm)

Botallackit bildet sich in der Oxidationszone sulfidischer Kupfer-Lagerstätten, die entweder primär hohe Chlor-Konzentrationen aufweisen oder bei der Verwitterung Meereswasser ausgesetzt waren. Die im Meerwasser enthaltenen Chloridionen perkolieren durch die Erze und liefern dabei das zur Bildung von Botallackit (und Atacamit sowie Paratacamit) notwendige Chlor.
Häufig entsteht Botallackit auch sekundär als Verwitterungsprodukt in meist mittelalterlichen Schlacken ehemaliger Erzverhüttungen. Streng genommen handelt es sich bei den dort gefundenen Phasen aber nicht um Minerale im Sinne der Definition.
Schließlich wurde Botallackit auch in den so genannten Black Smokern im Umfeld des Mittelatlantischen Rückens gefunden.
Botallackit wurde hier (Koordinaten des Trans-Atlantic Geotraverse Hydrothermalfeldes (TAG)) in einer Probe aus dem Trans-Atlantic Geotraverse Hydrothermalfeld (TAG), im Atlantischen Ozean, beobachtet, wo er in Form von bis zu 2 mm großen Kristallen das hohle Innere einer Atacamitkruste auskleidet. Die deutlichen Anzeichen von Ätzung und Auflösung zeigen, dass das Mineral gegenüber den Begleitern Atacamit und Paratacamit nur eine metastabile Phase ist. Experimentell erhaltener Botallackit rekristallisiert in Abhängigkeit von der Konzentration von Cu2+ (aq) sehr schnell zu Paratacamit (niedrige Konzentration (mehrere zehner ppm) von Cu2+ in der Lösung) oder Atacamit (mittlere Konzentration (mehrere hunderte ppm) von Cu2+ in der Lösung), wobei bei noch höheren Konzentrationen Atacamit zu Paratacamit rekristallisiert. Folglich ist Paratacamit bei Normaltemperatur der stabilste Trimorph, die Kristallisation des metastabilen Atacamits und Botallackits wird hauptsächlich kinetisch kontrolliert.
Als Begleitminerale wurden unter anderem Atacamit, Brochantit, Chalkanthit, Chalkosin, Connellit, Cuprit, Gips, Goethit, gediegen Gold, Hämatit, Kröhnkit und Paratacamit identifiziert.
Als seltene Mineralbildung ist Botallackit nur von wenigen Lokalitäten beschrieben worden. Als bekannt gelten bisher (Stand 2016) rund 50 Fundorte. In der als Typlokalität geltenden Botallack Mine im Bergbaurevier St Just, Cornwall, bzw. den Gruben in der unmittelbaren Umgebung wurde das Mineral an mehreren Orten gefunden.
Die korrekte Typlokalität des Botallackits sind die oberen Sohlen (das 20-fathom Level, direkt unter dem Meeresspiegel) der Abbaue von „Wheal Cock“ bei St Just.
In den späten 1960er Jahren gelang durch Richard Barstow und J. R. Knight ein Fund von Stufen vom 24-fathom-Level (ein Faden entspricht 1,83 m) auf der „Levant Mine“ bei Trewellard nördlich von St Just (der fälschlicherweise der Botallack Mine zugeschrieben wurde). Weitere Funde gut ausgebildeter Kristalle wurden aus den Jahren von 1976 bis 1987 in der Submarine Lode der „Levant Mine“ und in den Jahren von 1984 bis 1986 in der Corpus Christi Load sowie am Allen’s Shaft der „Botallack Mine“ gemeldet.
So sind, nachdem die untermeerische Verbindung von der „Geevor Tin Mine“ zur „Levant Mine“ hergestellt worden war, im Januar 1985 in der Submarine Lode der „Levant Mine“ schöne Stufen mit Botallackit auf Atakamit geborgen worden. Im Jahre 1988 wurden noch einmal smaragdgrüne, maximal 4 mm lange Kristalle auf der 235-m-Sohle der South Lode in der „Levant Mine“ gefunden. Weitere Funde aus diesem Bergbaurevier gelangen am „Loe Warren Zawn“ und in „West Wheal Owles“ („Cargodna Mine“), beide bei Botallack unweit St Just.
Der zweite wichtige cornische Fundstellenbezirk für Botallackit ist der Grubenbezirk von St Agnes. Nachdem A. Kingsbury am „Cligga Head“ bei Perranzabuloe schon 1952 erstmals Botallackit gefunden hatte und 1985/86 dort bis 2 mm lange, gestreckte, flachverzerrte Botallackitkristalle aus der „Hanover Cove“ (Vugga Hayle) bei St Agnes geborgen wurden, gelang dem Sammler Michael Merry im April 2007 am Cligga Head ein außergewöhnlicher Neufund mit blaugrünen Botallackitkristallen bis 9 mm Länge, die z. T. in den Hohlräumen weggelöster Kalifeldspäte eines völlig kaolinisierten Granits sitzen. Die Stufen fanden sich direkt am Strand in der Umgebung mineralisierter Erzgänge. Das zur Bildung des Botallackits nötige Kupfer stammt aus der Verwitterung des in den Gängen anstehenden Stannits, das Chlor lieferte das Meerwasser. Man geht davon aus, dass die Kristallisation des Botallackits in situ bereits vor 4000 bis 5000 Jahren begonnen hatte.
Daneben wurde Botallackit noch an einer Reihe weiterer Orte in Cornwall identifiziert. Weitere Funde stammen aus dem „Penlee Quarry“ bei Paul, Mount’s Bay, sowie aus der „Cuddrabridge Mine“ (auch Padstow Consols) am „Gunver Head“ bei Padstow unweit Wadebridge im ehemaligen Distrikt North Cornwall.
Im Vereinigten Königreich ferner aus den „Esgair Hir & Esgair Fraith Mines“ im Gebiet des Nant-y-Moch Reservoir, Talybont, Ceulanymaesmawr, Principal Area Ceredigion, aus den „Mines Royal and Crown Copper Works“, Principal Area Neath Port Talbot County Borough, vom Strand bei Abersoch unweit Llanengan, Lleyn-Halbinsel, Principal Area Gwynedd, alle Wales, sowie aus der „Castletown Mine“ bei Lochgilphead, Strathclyde, Schottland.
In Irland aus der „Dooneen Mine“, Allihies, Beara-Halbinsel, und der „Coosheen Mine“, Townland Coosheen, Schull, Mizen-Halbinsel, beide im County Cork, sowie in bis 2 mm großen Kristallen aus der „Stage Mine“ bei Knockmahon, Bonmahon im County Waterford.
Aus der „Cap Garonne Mine“ bei Le Pradet, Var, Region Provence-Alpes-Côte d’Azur, und vom Schlackenfundplatz „La Fonderie“ bei Poullaouen, Département Finistère, Bretagne, Frankreich.
In Deutschland stammen Stufen mit schönen Botallackitkristallen bis 0,3 mm Größe aus den Dachbergen des „Graf-Hohenthal-Schachtes“ („Hans-Seidel-Schacht“) bei Eisleben, aus Schlacken der Kupferkammerhütte bei Hettstedt, beide im Mansfelder Becken in Sachsen-Anhalt, sowie vom Schlackenfundplatz „Herzog Julius-Hütte“ bei Astfeld unweit Goslar im niedersächsischen Harz. Ferner von Schlackenhalden der Richelsdorfer Hütte bei Süß-Nentershausen im Revier Richelsdorf, Hessen, und aus dem Uran-Versuchsabbau am Rudolfstein, Weißenstadt, Fichtelgebirge, Franken, Bayern.
In Österreich wurde Botallackit nur auf den Halden am Gratlspitz bei Brixlegg-Rattenberg, Revier Schwaz-Brixlegg im Inntal, Tirol, gefunden. Fundorte in der Schweiz sind unbekannt.
Von den Schlackenfundplätzen „Carpenara“, Val Varenna bei Genua, Metropolitanstadt Genua, Region Ligurien, und „Baratti“ bei Piombino, Provinz Livorno, Region Toskana, beide Italien. In Griechenland aus der „Esperanza Mine“, der „Sounion Mine No. 19“ („Chloridstollen“) unweit Sounion sowie von den nahegelegenen Schlackenfundplätzen, alle bei Lavrion, Attika. Aus dem Westschacht der „Polkowice Mine“ bei Polkowice im Kupferbergbaubezirk Lubin, Woiwodschaft Niederschlesien (Dolnoslaskie), Polen.
Aus der „Mina Santo Domingo“ bei Gatico, Provinz Tocopilla, Región de Antofagasta, Chile. In den Vereinigten Staaten aus der „Southwest Mine“ bei Bisbee in den Mule Mts, aus der „Gallagher Vanadium & Rare Minerals Corporation Mine“ in den Tombstone Hills, beide im Cochise County, sowie aus der „Tonopah-Belmont Mine“ bei Belmont Mountain, Tonopah, Osborn District, Big Horn Mts, Maricopa County, alle in Arizona. Ferner von „Balmat“ im Balmat-Edwards Zinc District, St. Lawrence County, New York, aus der „Eagle Picher Mine“, Creta im Jackson County, Oklahoma, sowie von der Schlackenfundstelle der „ASARCO Smelter Site“, Ruston, Tacoma, Pierce County, Washington.
Weitere Fundorte liegen in Australien, Isle of Man, Japan, Kanada, Kasachstan, Südafrika und im Vereinigten Königreich.

## Verwendung
Stufen mit Botallackit-Kristallen stellen in erster Linie für Sammler begehrte Bildungen dar.
Daneben spielen Kupferoxychloride wie z. B. Botallackit bei der Korrosion von Kupferlegierungen (Bronzen), aber auch als Pigmente in der Wandmalerei, Buchmalerei und auf Gemälden eine besondere Rolle. Eine Reihe der im Folgenden aufgeführten Verwendungen gilt aber nicht explizit für Botallackit, sondern für die chemische Verbindung Kupferoxychlorid.

### Als Pigment
In den Mogao-Grotten bei Dunhuang in der chinesischen Provinz Gansu wurde Botallackit als grüner Bestandteil der Wandmalereien aus dem achten Jahrhundert nachgewiesen. Lange Zeit war unklar, ob dabei Originalpigmente oder Degradationsprodukte von z. B. Malachit vorliegen. Neueren Untersuchungen zufolge handelt es sich bei auf Gemälden gefundenen Pigmenten, von denen man ursprünglich annahm, dass sie aus einem Kupfertrihydroxychlorid (also einem Cu2(OH)3Cl-Polymorph) hergestellt worden sind, um Umwandlungsprodukte originaler Pigmente wie etwa Malachit. Dies gilt in besonderem Maße für Botallackit.
Ferner ist Botallackit in einem persischen Manuskript aus dem 15. Jahrhundert nachgewiesen worden, aber die sphärische, zonierte Form der Kristalle deutet darauf hin, dass hier ein synthetisches Analogon des Botallackits vorliegt.

### In der Chemie
Seit 1950 ist das Vorhandensein von Botallackit als Korrosionsprodukt in Bronzeobjekten bekannt. So ist z. B. in der pulverigen, grünlichblauen Patina einer antiken Bronzestatue der Katzengöttin Bastet aus dem Fogg Art Museum Botallackit nachgewiesen worden. Botallackit wurde auch in einem ägyptischen Weihrauchgefäß im Walters Art Museum, Baltimore, identifiziert. Die Bildung der Cu2(OH)3Cl-Polymorphe einschließlich Botallackit erfolgt dabei im Zusammenhang mit der so genannten Bronzekrankheit („Bronze Disease“), einer Korrosion von Bronzeartefakten.
Cu2(OH)3Cl wurde als blau-grünes Farbagenz in pyrotechnischen Erzeugnissen verwendet.
Cu2(OH)3Cl wurde ferner bei der Herstellung von Katalysatoren und als Katalysator bei Halogenierung bzw. Chlorierung und/oder Oxidation genutzt. So ist Cu2(OH)3Cl z. B. als Katalysator bei der Chlorierung von Ethylen verwendet worden.

### In der Medizin
Als Mikronährstoff in Tierfuttermischungen werden künstlich hergestellte Dikupfertrihydroxychloride verwendet. Bei der industriellen Produktion werden Äquivalente von Atacamit und Paratacamit hergestellt – und die Entstehung von Botallackit wird dagegen vermieden. Ein chinesisches Patent behandelt allerdings die Herstellung und Verwendung von Botallackit für Tierfutteradditive.
Kupferoxychlorid, Cu2(OH)3Cl, wurde als fungizides Spray (Kontaktfungizid) zum Schutz von Tee, Orangen, Wein, Kautschuk, Kaffee, Cardamom, Baumwolle etc. benutzt; ferner als Spray auf Kautschukpflanzen, um die Angriffe von Phytophthoraauf deren Blätter zu verhindern. In Deutschland sind Pflanzenschutzmittel mit diesem Wirkstoff für den Anbau von Kernobst und Erdbeeren zugelassen. In Österreich und der Schweiz sind Kupferoxychlorid-Präparate bei Kartoffeln und Weinreben sowie bei einer Vielzahl von Obst, Beeren und Gemüsearten erlaubt.